# Temple de Belat

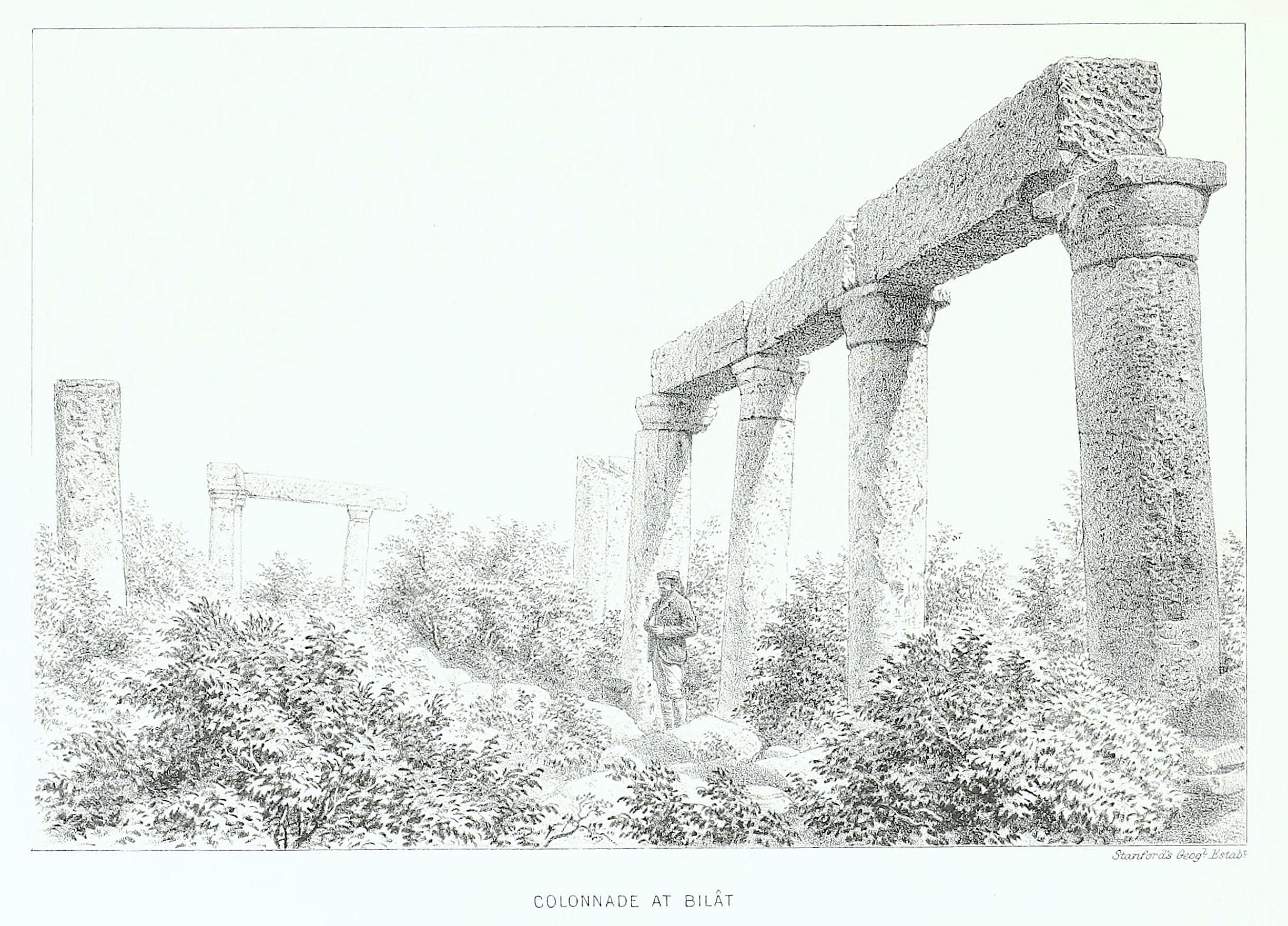
Temple de Belat en la dècada del 1880

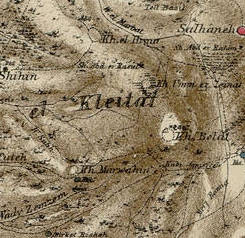
Situació del temple en un mapa del 1880

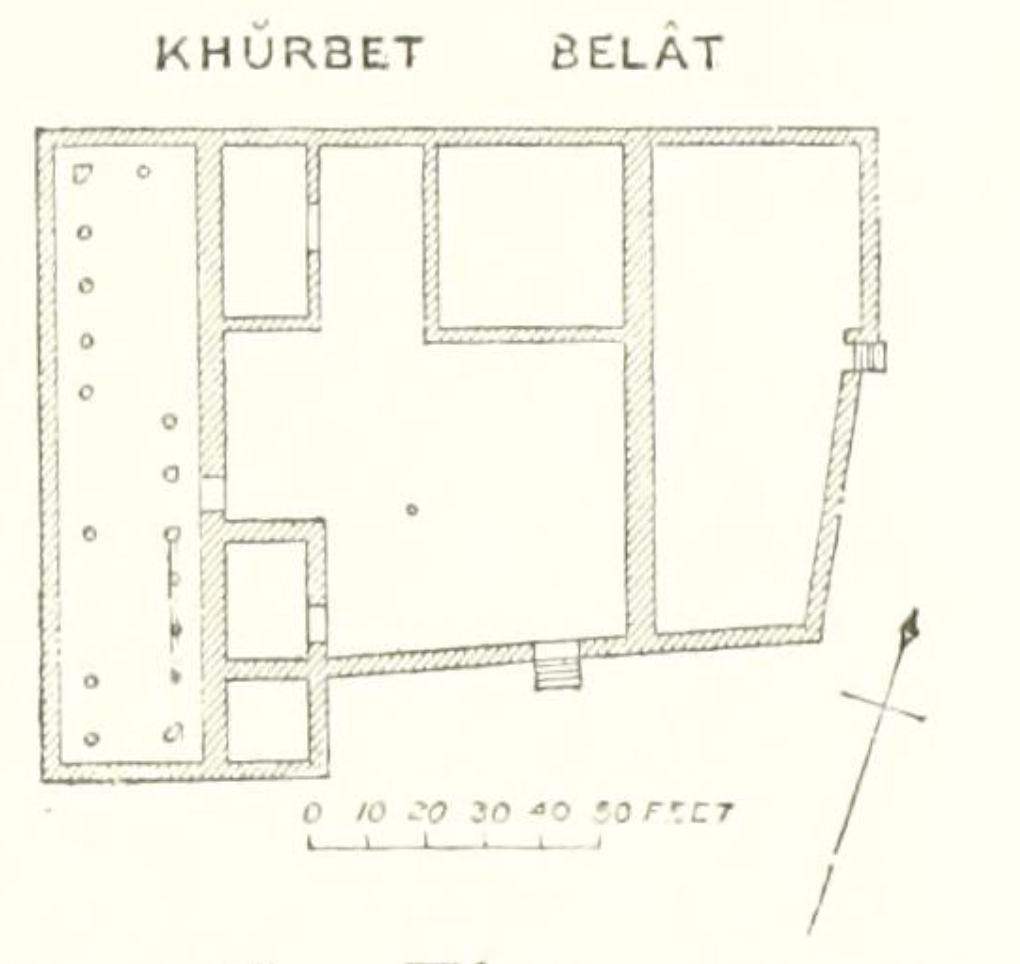
Diagrama del Temple de Belat

El Temple de Belat és un temple en ruïnes d'identificació desconeguda situat al sud del Líban, entre Marwahin i Ramyah. Horatio Herbert Kitchener en va descriure la ubicació com "al cim d'una cresta molt dominant, empinada i estreta, de difícil accés... en aquesta part, la més salvatge del país».
Kitchener i Ernest Renan el consideraven el millor exemple de lloc elevat de Palestina.

## Descripció
Les descripcions del temple de mitjan segle XIX descriuen les restes de 16 columnes, amb 10 encara dempeus el 1852, de les quals quatre a l'est i tres al nord-oest encara conservaven arquitraus d'estil dòric. El 1858, quan Van de Velde hi va anar, només restaven en peus nou capitells de les columnes. El 1877, quan Herbert Kitchener el va visitar, només sis columnes conservaven un arquitrau.
El temple feia uns 27,5 m x 7 m, i la plataforma de suport s'estenia 2 m més enllà de la filera de columnes. Les columnes tenen una alçada d'uns 4 m, un diàmetre de 30 cm i una separació de 2 m entre si. Incloent-hi l'arquitrau, l'alçada total era de 4,5 m. Es va construir amb la pedra calcària comuna de la zona.

## Interpretacions
En el seu viatge del 1852 a l'àrea, Edward Robinson hi escrigué: «A hores d'ara, tota la zona és plena de columnes caigudes, arquitraus i coses per l'estil, però no sembla pas que hi hagués cap edifici interior ni cap santuari. Les pedres estan molt desgastades per la intempèrie i l'arquitectura pareix molt rudimentària. No n'hi ha escultures, tret d'en les columnes, ni rastre d'inscripcions. N'hi ha una cisterna toscament excavada, en què trobem aigua. A la rodalia es veuen vestigis d'un petit llogaret i unes pedres tallades. També hi veiérem un únic sarcòfag enfonsat en una roca, amb una tapadora rudimentària. Es tracta d'una ruïna singular i difícil d'explicar. No s'assembla en res als temples pagans del Líban ni de l'Antilíban...».
Ernest Renan escrigué en Mission de Phénicie: «L'alteró de Belat té la ruïna més sorprenent de tot el país... Totes les pedres, o quasi totes, estan escampades pel turó, i pràcticament es podria reconstruir el temple. Aquesta pintoresca massa de ruïnes... s'hauria d'examinar a fons... És molt probable que Belat estigués dedicat a [Magna Dea Calestis], o Venus (Βλάττα ὄνομα ̓Αφροδίτης κατὰ τοὺς φοίνικας, Lydus de Mens. § 24), o si més no a alguna dea... M'incline a pensar que aquests edificis pertanyen al període  ptolemaic o al selèucida. El període romà hauria produït una cosa més correcta. Siga com siga, Belat és el millor exemple de "lloc elevat" que pot mostrar el país.»
Herbert Kitchener, al 1877, les va descriure  com «les ruïnes més extraordinàries d'aquest entorn». Les comparà amb les columnes de la Sinagoga de Kfar Bar'am i amb les de la Catedral de Tir. El descrigué com «un dels exemples més perfectes i antics de temple dedicat a alguna deïtat adorada en aquest "lloc elevat", i atés per sacerdots o fidels que s'allotjaven als edificis circumdants».
E. W. G. Masterman conclogué que es tractava d'un temple pagà anterior a les sinagogues jueves de Galilea i que degué influir-ne en l'arquitectura.
William Foxwell Albright proposà el 1921 que Belat podria ser la Beth-Anath bíblica, però més tard canvià d'opinió, i situà Beth-Anath a Bi'ina (Dayr al Ba'ana).